# Unterseeboot 380
Le Unterseeboot 380 (ou U-380) est un sous-marin allemand (U-Boot) de type VII.C utilisé par la Kriegsmarine (marine de guerre allemande) pendant la Seconde Guerre mondiale.

## Construction
L'U-380 est un sous-marin océanique de type VII C. Construit dans les chantiers de Howaldtswerke AG à Kiel, la quille du U-380 est posée le 1er octobre 1940 et il est lancé le 5 novembre 1941. L'U-380 entre en service un mois et demi plus tard.

## Historique
Mis en service le 22 décembre 1941, l'Unterseeboot 380 reçoit sa formation de base sous les ordres du Kapitänleutnant Josef Röther à Kiel dans la 5. Unterseebootsflottille jusqu'au 31 août 1942, puis l'U-380 rejoint son unité de combat dans la 6. Unterseebootsflottille à la base sous-marine de Saint-Nazaire. À partir du 1er décembre 1942, il est affecté à la 29. Unterseebootsflottille à La Spezia,puis à Toulon
L'U-380 a réalisé 11 patrouilles de guerre pendant sa vie opérationnelle dans lesquelles il a coulé deux navires marchands ennemis pour un total de 14 063 tonneaux, a endommagé un navire ennemi de 7 191 tonneaux et a endommagé de manière irrécupérable un autre navire marchand de 7 178 tonneaux au cours de ses 259 jours en mer.
Pour sa première patrouille, l'U-380 quitte le port de Kiel le 4 août 1942 sous les ordres du Kapitänleutnant Josef Röther et rejoint Trondheim huit jours plus tard le 11 août 1942.
Le 22 août 1942, l'U-380 quitte Trondheim pour la suite de sa première patrouille.
Le 12 septembre 1942, l'escorte du convoi ON-127 (en) endommage l'U-Boot, provoquant une panne du moteur Diesel, et force le bateau à interrompre son attaque.
Après 47 jours en mer et un succès d'un navire coulé de 2 994 tonneaux, l'U-390 rejoint la base sous-marine de Saint-Nazaire le 7 octobre 1942.
À la fin de sa deuxième patrouille, commencée le 5 novembre 1942, l'U-380 change de théâtre d'opération en rejoignant l'Italie et son port de La Spezia après 15 jours en mer le 19 novembre 1942.
Le 6 juillet 1943, l'U-380 termine sa septième patrouille et rejoint son nouveau port d'attache de Toulon.
Après dix patrouilles sous commandement du Kapitänleutnant Josef Röther, en décembre 1943, l'U-380 passe sous commandement du Kapitänleutnant Albrecht Brandi.
Le 20 décembre 1943, il quitte le port de Toulon pour sa onzième patrouille. Après 33 jours en mer, l'U-380 termine sa patrouille le 21 janvier 1944 en rejoignant Toulon.
Le 11 mars 1944 à midi, lors d'un assaut aérien américain de l'USAAF contre le port de Toulon, l'U-380 est coulé en Méditerranée à la position géographique de 43° 07′ N, 5° 55′ E. Cette attaque cause la mort d'un des membres d'équipage. L'U-480, également dans le port de Toulon, est tellement endommagé qu'il est déclaré inutilisable.

## Affectations successives
- 5. Unterseebootsflottille à Kiel du 22 décembre 1941 au 31 août 1942 (entrainement)
- 6. Unterseebootsflottille à Saint-Nazaire du 1er septembre au 30 novembre 1942 (service actif)
- 29. Unterseebootsflottille à La Spezia et Toulon du 1er décembre 1942 au 11 mars 1944 (service actif)

## Commandement
- Kapitänleutnant Josef Röther du 22 décembre 1941 à novembre 1943
- Kapitänleutnant Albrecht Brandi de décembre 1943 au 11 mars 1944

## Patrouilles
|       | Commandant             | Départ            | Départ        | Arrivée          | Arrivée       | Jours     | Succès   |
| ----- | ---------------------- | ----------------- | ------------- | ---------------- | ------------- | --------- | -------- |
| 1     | Kptlt. Josef Röther    | 4 août 1942       | Kiel          | 11 août 1942     | Trondheim     | 8 jours   |          |
| →     | Kptlt. Josef Röther    | 22 août 1942      | Trondheim     | 7 octobre 1942   | Saint-Nazaire | 47 jours  | 2 994    |
| 2     | Kptlt. Josef Röther    | 5 novembre 1942   | Saint-Nazaire | 19 novembre 1942 | La Spezia     | 15 jours  | 11 069   |
| 3     | Kptlt. Josef Röther    | 28 novembre 1942  | La Spezia     | 23 décembre 1942 | La Spezia     | 26 jours  |          |
| 4     | Kptlt. Josef Röther    | 1er février 1943  | La Spezia     | 6 février 1943   | La Spezia     | 6 jours   |          |
| 5     | Kptlt. Josef Röther    | 10 mars 1943      | La Spezia     | 5 avril 1943     | La Spezia     | 27 jours  | 7 178    |
| 6     | Kptlt. Josef Röther    | 5 mai 1943        | La Spezia     | 16 mai 1943      | La Spezia     | 12 jours  |          |
| 7     | Kptlt. Josef Röther    | 7 juin 1943       | La Spezia     | 6 juillet 1943   | Toulon        | 30 jours  |          |
| 8     | Kptlt. Josef Röther    | 11 août 1943      | Toulon        | 7 septembre 1943 | Toulon        | 28 jours  | 7 191    |
| 9     | Kptlt. Josef Röther    | 30 septembre 1943 | Toulon        | 11 octobre 1943  | Toulon        | 12 jours  |          |
| 10    | Kptlt. Josef Röther    | 28 octobre 1943   | Toulon        | 11 novembre 1943 | Toulon        | 15 jours  |          |
| 11    | Kptlt. Albrecht Brandi | 20 décembre 1943  | Toulon        | 21 janvier 1944  | Toulon        | 33 jours  |          |
| Total | Total                  | Total             | Total         | Total            | Total         | 259 jours | 28 432 t |

Note : Kptlt. = Kapitänleutnant

### Opérations Wolfpack
L'U-380 a opéré avec les Wolfpacks (meute de loups) durant sa carrière opérationnelle.
1. Stier (29 août 1942 - 2 septembre 1942)
2. Vorwärts (2 septembre 1942 - 25 septembre 1942)
3. Delphin (5 novembre 1942 - 12 novembre 1942)
4. Wal (12 novembre 1942 - 15 novembre 1942)

## Navires coulés
L'Unterseeboot 380 a coulé deux navires marchands ennemis pour un total de 14 063 tonneaux, a endommagé un navire ennemi de 7 191 tonneaux et a endommagé de manière irrécupérable un autre navire marchand de 7 178 tonneaux au cours des 11 patrouilles (259 jours en mer) qu'il effectua.
| Date              | Nom           | Nationalité | Tonnage (GRT) | Convoi | Fait                      |
| ----------------- | ------------- | ----------- | ------------- | ------ | ------------------------- |
| 18 septembre 1942 | Olaf Fostenes | Norvège     | 2 994         |        | Coulé                     |
| 11 novembre 1942  | Nieuw Zeeland | Pays-Bas    | 11 069        | Torch  | Coulé                     |
| 15 mars 1943      | Ocean Seaman  | Royaume-Uni | 7 178         | ET-14  | Endommagé - Irrécupérable |
| 23 août 1943      | Pierre Soulé  | États-Unis  | 7 191         |        | Endommagé                 |

### Source et bibliographie
- (en) Cet article est partiellement ou en totalité issu de l’article de Wikipédia en anglais intitulé « German submarine U-380 » (voir la liste des auteurs).
- Chris Bishop, historien militaire (trad. de l'anglais par Christian Muguet), Les sous-marins de la Kriegsmarine : 1939-1945 : le guide d'identification des sous-marins [« The spellmount submarine identification guide : Kriegsmarine U-boats 1939-1945 »], Paris, Éd. de Lodi, 2008, 192 p. (ISBN 978-2-84690-327-1, OCLC 470721805, BNF 41298980)